# Österhagen och Bergliden
Österhagen och Bergliden is een plaats (tätort) in de gemeente Upplands-Bro in het landschap Uppland en de provincie Stockholms län in Zweden. De plaats heeft 213 inwoners (2010) en een oppervlakte van 22,13 hectare. De plaats is direct aangrenzend aan Bro gelegen en is pas sinds 2000 opgekomen als woonplaats.